# Zarzuela del Monte
Zarzuela del Monte est une commune de la province de Ségovie dans la communauté autonome de Castille-et-León en Espagne.

## Sites et patrimoine
- Église San Vicente Mártir
- Pinacothèque et musée d'art contemporain

Église San Vicente Mártir.
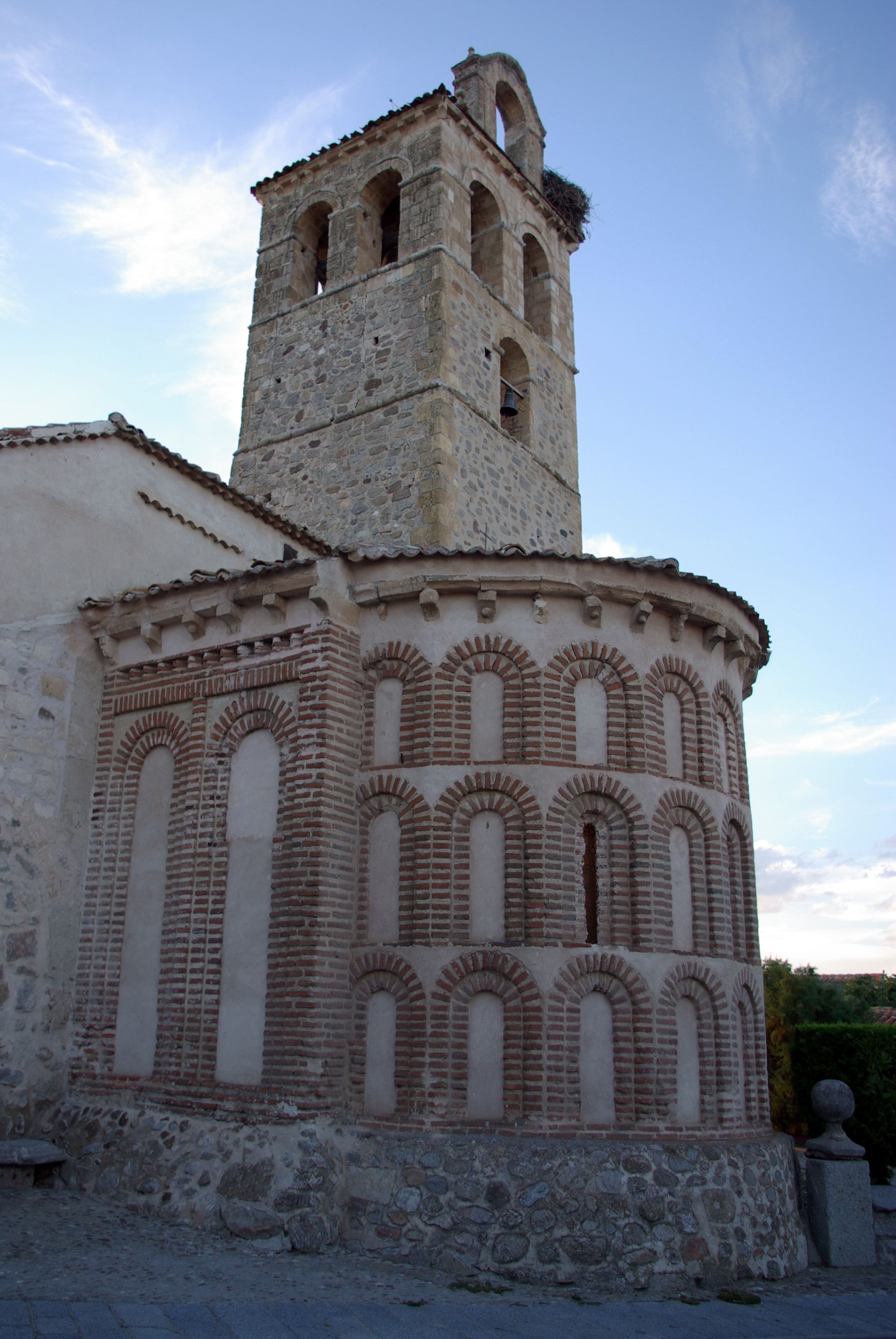
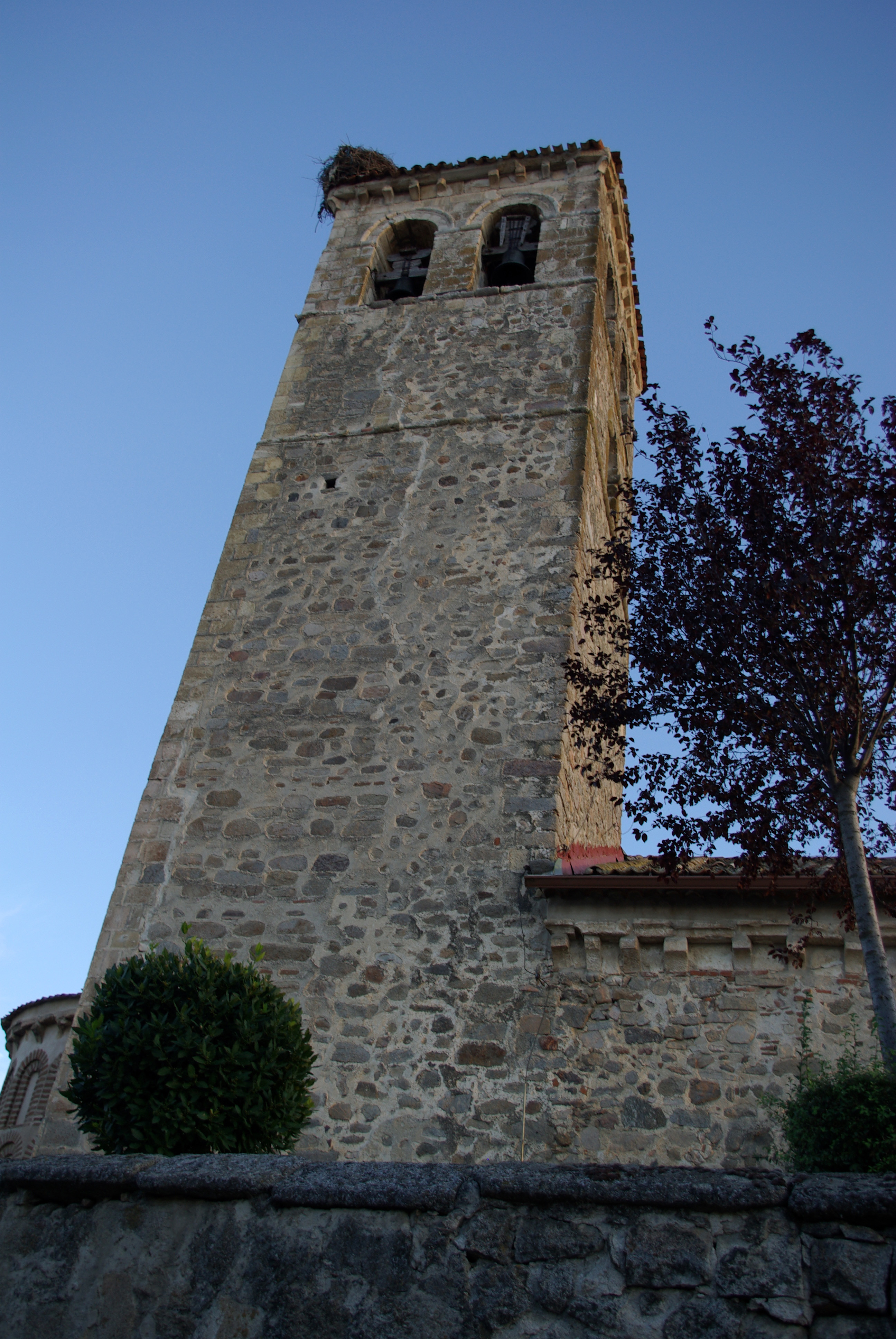

Musiciens. Fondation Joaquín Díaz
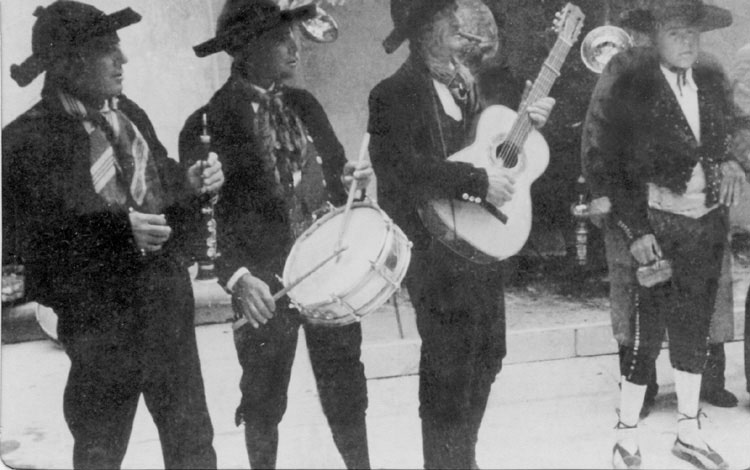
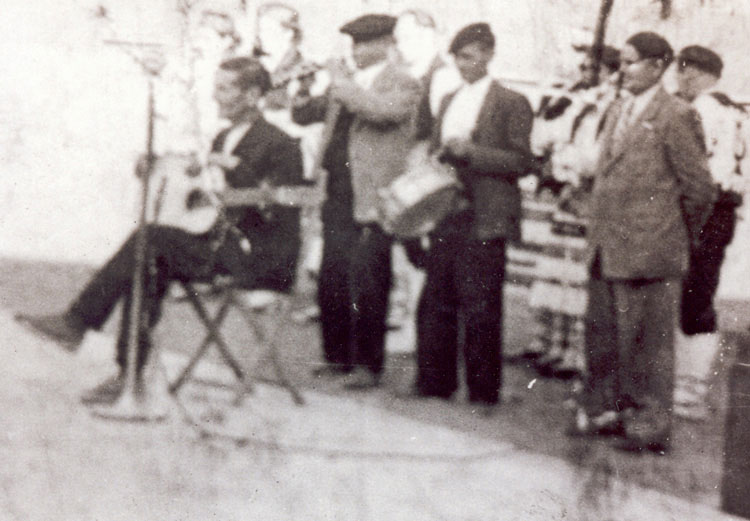